# لوئیس اولاسیا
لوئیس اولاسیا (انگلیسی: Luis Ulacia؛ زادهٔ ۲۴ سپتامبر ۱۹۶۳) بازیکن بیسبال اهل کوبا بود.